# Přelidnění

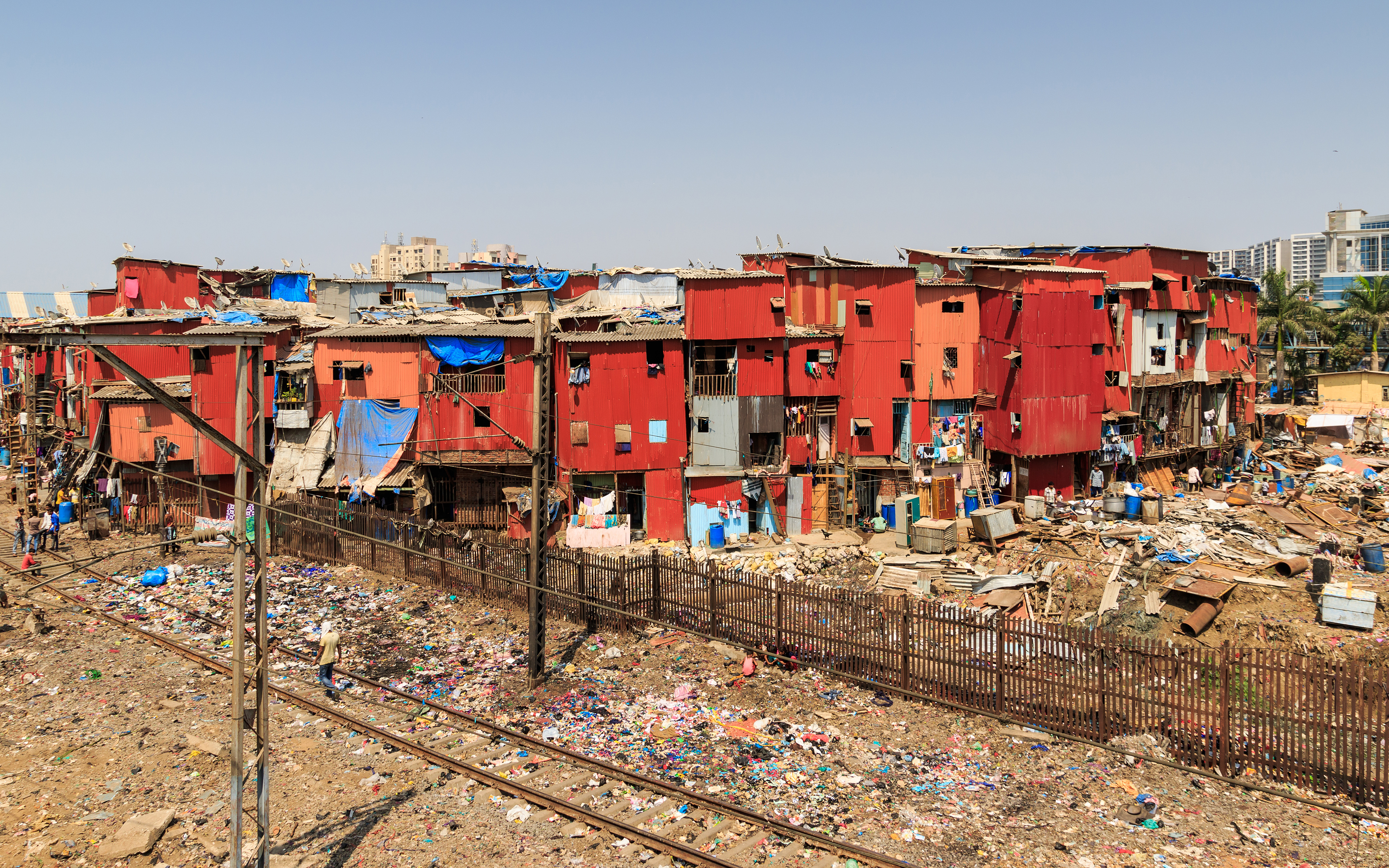
V některých zemích (např. Indie) přibývá ve městech obyvatelstva tak rychle, že stávající infrastruktura nedostačuje a lidé si staví vlastní nuzná obydlí hned za stávající zástavbou. Rychlý růst obyvatelstva zde posiluje ještě prudká a živelná urbanizace

Celkový počet obyvatel Země v čase

Tempo růstu od roku 1950 (červeně) a prognóza budoucího růstu (modře)

Termín přelidnění (nebo překročení limitů lidské populace) označuje takový stav lidské populace, kdy je příliš velká na to, aby byla dlouhodobě udržitelná v daném prostředí. Tento termín je většinou používán v kontextu světové populace, ale může se týkat i regionů. Růst lidské populace byl od 19. století exponenciální kvůli technologickým změnám, které snížily úmrtnost. Na toto téma se často diskutuje v souvislosti s dalšími populačními obavami, jako je demografický tlak, vylidňování, ekologický nebo společenský kolaps a vyhynutí člověka.
Přelidnění jako vědecký problém popularizoval Paul Ehrlich ve své knize Populační bomba. Ehrlich popisuje přelidnění jako funkci nadměrné spotřeby a tvrdí, že přelidnění by mělo být definováno vyčerpáním neobnovitelných zdrojů. Podle této definice lze přelidnění omezit změnou životního stylu tak, že přelidněná oblast již nebude přelidněna bez jakéhokoli snížení počtu obyvatel, nebo naopak. Zastánci teorie přelidnění tvrdí, že současné problémy životního prostředí způsobené člověkem (jako je globální oteplování a ztráta biologické rozmanitosti) jsou známkami toho, že lidská světová populace je ve stavu přelidnění.
Diskuse o přelidnění probíhá podobně jako diskuse malthusiánství a jeho malthusiánské katastrofě – hypotetické události, kdy počet obyvatel převýší zemědělskou výrobní kapacitu, což způsobí hladomor či válku o zdroje a následně povede k chudobě a vylidnění. Kritici přelidnění jako přístupu k politice nebo vzdělanosti zdůrazňují, že teorie, že environmentální problémy jsou způsobeny přelidněním, mají tendenci příliš zjednodušovat složité sociální nebo ekonomické systémy, a že vina je přenášena spíše na rozvojové země a chudou populaci než na rozvinuté země, které jsou odpovědné za environmentální problémy, jako je současná změna klimatu a že se jedná o pokračování koloniálních nebo rasistických předsudků. To často vede k tomu, že argumenty o přelidnění patří k ústředním prvkům ekofašistických ideologií a rétoriky. Další kritici zdůrazňují, že zastánci přelidnění příliš zdůrazňují nedostatek zdrojů a ignorují další procesy, jako jsou technologické inovace.

## Historický vývoj
Lidská populace pravděpodobně nepřesáhla počet 10 milionů v době před neolitickou revolucí (tj. před zemědělstvím). Již ve starověku lze pozorovat přeplnění měst a s tím spojené problémy jako jsou nemoci a násilí. Ve 4. století n. l. bylo v Římské říši 56 miliónů obyvatel. Světová populace pak také soustavně roste zhruba od roku 1400; nejvýznamnější růst byl zaznamenán po roce 1960, a to hlavně díky pokrokům v medicíně a zemědělství. To také znamenalo, že se otázka přelidnění dostala na pořad dne a začali ji řešit jak demografové, tak i vědci. Jako riziko pro budoucnost byl problém přelidnění popularizován během 70. letech i v oblasti science fiction, nicméně se stabilizací růstu obyvatelstva ve vyspělých zemích nastal úpadek zájmu. Přelidnění se tak mělo stát problémem především v rozvíjejících se zemích, které neprošly, nebo teprve procházely tzv. demografickou revolucí. Mnohé země také hlavně v minulosti přijímaly různá opatření, aby zabrzdily prudký nárůst vlastního obyvatelstva. Nejznámějším takovým opatřením je čínská politika jednoho dítěte. Přesto existuje pronatalitní populační politika, která je často nábožensky motivovaná. Proti tomu stojí antinatalismus, resp. reprodukční etika malých rodin .
Celosvětový trend však směřuje k poklesu porodnosti – zatímco v roce 1990 byla úhrnná světová plodnost 3,24 dítěte na ženu, v roce 2009 to bylo již jen 2,47 dítěte na ženu, přičemž k prosté reprodukci je třeba 2,1 dítěte na ženu. Proto někteří předpokládají, že se do roku 2060 světová populace stabilizuje a začne klesat. Nicméně podle mnoha odborníků je dlouhodobě udržitelná lidská populace kolem 3 miliard lidí , takže i pokud by došlo k pozvolnému poklesu populace, problém přelidnění bude ještě dlouhou dobu přetrvávat. 

## Příčiny
Příčinou přelidnění může být nárůst plodnosti, pokles úmrtnosti, nebo vyčerpání zdrojů.

## Následky
Únosná kapacita Země souvisí s měrou následků. Větší populace dopadá více na spotřebovávání zdrojů. Metaanalýza navíc ukázala, že nejsou propagovány nejúčinnější způsoby v boji proti klimatickým změnám (například snižování počtu dětí), ale spíše neefektivní způsoby investování (výměna žárovek za úsporné).[nenalezeno v uvedeném zdroji]